# Kaligagan Island
Kaligagan Island ist eine unbewohnte Insel der Krenitzin Islands, die zu den Aleuten gehören. Die auf Meereshöhe gelegene, etwa 1,6 km lange Insel befindet sich nordöstlich von Tigalda Island. 
Michail Tebenkow verzeichnete das Eiland 1852 erstmals auf einer Seekarte.